# Campeonato Mundial de Judo de 1961
El III Campeonato Mundial de Judo se celebró en París (Francia) entre el 2 y el 3 de diciembre de 1961 bajo la organización de la Federación Internacional de Judo (IJF) y la Federación Francesa de Judo. 
Las competiciones se realizaron en el Estadio Pierre de Coubertin de la capital francesa. 

## Medallistas

### Masculino
| Evento            | Oro                          | Plata           | Bronce                                       |
| ----------------- | ---------------------------- | --------------- | -------------------------------------------- |
| Categoría abierta | Anton Geesink · Países Bajos | Koji Sone Japón | Kim Eui-Tae Corea del Sur Takeshi Koga Japón |

## Medallero
| Núm. | País          | Oro | Plata | Bronce | Total |
| ---- | ------------- | --- | ----- | ------ | ----- |
| 1    | Países Bajos  | 1   | 0     | 0      | 1     |
| 2    | Japón         | 0   | 1     | 1      | 2     |
| 3    | Corea del Sur | 0   | 0     | 1      | 1     |
|      | TOTAL         | 1   | 1     | 2      | 4     |